# Јанош Караба
Јанош Караба (мађ. Karába János) био је мађарски фудбалер, који је најдуже играо за Ференцварош и Шалготарјан. Играо је на позицији нападача, левог крила.

## Каријера
Караба је са 14 година започео фудбалску каријеру у екипи Црвеног метеора. Одатле се на кратко придружио Буда Спартакусу, а затим Дороги Бањасу 1962. године. Био је члан тима Дороги Бањас који је завршио на четвртом месту у сезони 1962/63, што га чини најбољим тимом у региону.
За Ференцварош је потписао 1965. године а његов први успех са зелено-белима било је освајање Купа сајамских градова, који је до данас највећи међународни успех мађарских клупских тимова. Био је члан стартне поставе у финалу у Торину против Јувентуса. Са ФТЦ-ом је два пута постао шампион и два пута освајач сребрне медаље на првенству. Био је члан тима финалиста Мађарског националног првенства 1966. Године 1968. поново је стигао до финала Купа сајамских градова са тимом, али су овог пута изгубили у финалу од Лидса у две утакмице.
Између 1969. и 1972. каријеру је наставио у првој лиги као фудбалер ВМ Еђетертеш. Године 1973. завршио је активну спортску каријеру у тиму Леринци Фоно.
Између 1962. и 1964. играо је 8 пута за омладинску репрезентацију, а једном за Б репрезентацију 1963. године.

### Најупечатљивији гол
1966. 16. јун Непштадион КСГ друга утакмица полуфинала
"Пре гола, Золтан Варга је подигао лопту, онда када је био преко линије фудбалског центра, додао је лопту до мене, а ја сам је повукао до средине, а онда, када сам био на тридесетак метара од гола, одлучио сам да шутирам. Осећао сам да ако лопта уђе у гол, то ће бити предиван гол, и на срећу јесте. Био је фантастичан осећај играти против Енглеске, био је то додатни мотив."— Јанош Караба
"Жртва гола Јаноша Карабе против Манчестера, Ирац Питер Дан, је у новинама после пензионисања детаљније говорио о незаборавном голу. Према легенди, Карабин слободан ударац са око 40 метара је пао у гол Енглеза. Па, неколико људи је рекло да гол није био ударац из тачке, већ је заправо било речи о нечему о чему је Дан испричао годину дана касније. Током каријере није никоме признао је да је заправо патио од ноћног слепила, због чега је на том мечу пратио високу лопту Карабе, након чега није могао да види како треба, а заправо ни на тренутак није приметио да је ударац завршио у његовој мрежи."

## Остварења
- Прва лига Мађарске у фудбалу
  - шампион: 1967, 1968
  - 2.: 1965, 1966
- Куп Мађарске у фудбалу
  - финалиста: 1966
- Куп европских шампиона (КУШ)
  - четвртфинале: 1965/66
- Куп сајамских градова
  - шампион: 1965
  - финалиста: 1968